# 2500 Alascattalo
2500 Alascattalo (1926 GC) là một tiểu hành tinh vành đai chính được phát hiện ngày 2 tháng 4 năm 1926 bởi Karl Wilhelm Reinmuth ở Heidelberg.